# Drimiopsis
Drimiopsis es un género con 34 especies de plantas con flores perteneciente a la subfamilia de las escilóideas dentro de las asparagáceas. Es originario de África.

## Taxonomía
El género fue descrito por Lindl. & Paxton  y publicado en Paxton's Fl. Gard. 2: 73. 1851.

## Especies seleccionadas
- Drimiopsis aroidastrum A.Chev.
- Drimiopsis atropurpurea N.E.Br.
- Drimiopsis barteri Baker
- Drimiopsis botryoides 	Baker
- Drimiopsis burkei 	Baker